# Quận Otter Tail, Minnesota
Quận Otter Tail là một quận thuộc tiểu bang Minnesota, Hoa Kỳ.
Quận này được đặt tên theo. Theo điều tra dân số của Cục điều tra dân số Hoa Kỳ năm 2010, quận có dân số 57.303 người. Its county seat is Fergus Falls. Quận được thành lập vào năm 1858 và được tổ chức vào năm 1868. Quận lỵ đóng ở Fergus Falls.

## Địa lý
Theo Cục điều tra dân số Hoa Kỳ, quận có diện tích 2.225 dặm vuông Anh (5.760 km2), trong đó có 252 dặm vuông Anh (650 km2) (11%) là diện tích mặt nước.
Otter Tail là một trong 17 hạt của vùng savanna ở bang Minnesota với nhiều loại đất nhiều hơn so với đất rừng hoặc đất trồng cỏ dại.
Theo trang web chính thức, quận Otter Tail có hơn 1000 hồ và hai công viên bang Minnesota, Công viên Bang Maplewood và Công viên Bang Glendalough. Điểm cao nhất trong Quận Otter Tail là đỉnh Inspiration trong Núi Leaf, cao hơn 1750 feet so với mực nước biển.